# Veliki Klek
Veliki Klek (nemško Großglockner) (3798 mnm; 47°04.492′N 12°41.715′E / 47.074867°N 12.695250°E) je najvišja gora Avstrije in najvišja gora v Alpah vzhodno od Brennerskega prelaza. Njegova relativna višina je za Mont Blancom druga najvišja v Alpah. Veliki Klek leži na meji med Koroško in vzhodno Tirolsko.
Prvi poskus splezati na goro (leta 1799) se je ponesrečil. Poleti 1800 je druga odprava, ki sta jo organizirala Franz-Xaver Salm-Raifferscheid in krški knezoškof, sezidala kočo Salmhütte na višini 2750 m, ki je v začetnem obdobju alpinizma služila kot zavetišče in izhodiščna točka za vzpon. V odpravi je sodeloval tudi Slovenec Valentin Stanič, ki je z barometrom izmeril točno višino gore.
Zelo znana je tudi panoramska cesta »Großglockner-Hochalpenstraße« med krajema Heiligenblut in Fusch, ki je bila zgrajena med letoma 1930 in 1935, doseže pa višino 2572 m.
Ob lepem vremenu je Veliki Klek viden tudi z vrhov Julijskih Alp. 

## Marko Pernhart
Koroški Slovenec Marko Pernhart (1824–1871) je bil strastni slikar gorskih krajin in se je mnogokrat vzpel na vrh Velikega Kleka in Triglava, kjer je v zgodnji dobi turizma, še pred prihodom sodobnih fotografskih tehnik, slikal znamenite panoramske slike.
- Marko Pernhart: Veliki Klek
- Marko Pernhart: Veliki Klek
- Marko Pernhart: Veliki Klek
- Marko Pernhart: Sveta Kri in Veliki Klek
- Marko Pernhart: Sveta Kri in Veliki Klek
- Marko Pernhart: Sveta Kri in Veliki Klek